# جنيفر وايت شاه
جنيفر وايت شاه (بالإنجليزية: Jennifer White Shah)‏ هي ممثلة بريطانية، ولدت في 16 فبراير 1943.

## وصلات خارجية
- جنيفر وايت شاه على موقع IMDb (الإنجليزية)
- جنيفر وايت شاه على موقع قاعدة بيانات الفيلم (الإنجليزية)